# Sandra C. Greer
Sandra Charlene Greer (nacida como Sandra Charlene Thomason, 1945) es una fisicoquímica estadounidense que ha ocupado importantes cargos académicos y administrativos en la Universidad de Maryland, College Park y Mills College. Su área de estudio es la termodinámica de fluidos, especialmente las soluciones de polímeros y las transiciones de fase. Ha sido premiada por sus contribuciones científicas y por su defensa de la mujer en la ciencia y su trabajo sobre la ética en la ciencia.

## Educación
Sandra C. Greer estudió química y matemáticas en la Universidad de Furman en Greenville, Carolina del Sur, donde se licenció en Ciencias en 1966. A continuación, acudió a la Universidad de Chicago, donde obtuvo un máster en 1968 y un doctorado en 1969 en física química.

## Carrera profesional
En 1969, Sandra Greer se incorporó al Instituto Nacional de Estándares y Tecnología (NIST) en Gaithersburg, Maryland, donde trabajó en la División de Calor hasta 1978. Greer ayudó a fundar el Comité de Normas para Mujeres (SCW) del NIST y abogó por un trato equitativo de las mujeres en el NIST.
En 1978 se incorporó a la Universidad de Maryland, en College Park, donde fue la primera mujer en ser contratada como investigadora titular en el Departamento de Química y Bioquímica. Fue ascendida a profesora titular en 1983. De 1987 a 1988 presidió el Comité Presidencial de Educación Universitaria, elaborando un extenso informe, Making a Difference for Women. También conocido como el Informe Greer, se convirtió en el proyecto de la universidad para la promoción de la mujer. Ocupó varios puestos administrativos en Maryland, entre ellos el de primera mujer directora del departamento de Química y Bioquímica entre 1990 y 1993.
Además de ser profesora del Departamento de Química y Bioquímica, se convirtió en profesora del Departamento de Ingeniería Química y Biomolecular en 1995, donde fue la primera mujer titular del departamento. También desarrolló un programa de cursos de ética para científicos, con la intención de enseñar a los estudiantes "cómo reconocer un dilema ético cuando lo ven, y cómo pensar en él".
En 2008, Sandra C. Greer se convirtió en rectora y decana de la facultad en Mills College en Oakland, California, donde también fue profesora de química y física, y titular de la cátedra Scheffler Pre-Health Science. Se retiró como rectora y decana en 2013 y se retiró por completo en 2015.

"Cuanto más sabemos, más debemos enfrentarnos a lo mucho que desconocemos, y más nos humilla la ignorancia de todos nosotros juntos y de cada uno de nosotros individualmente. Este estado de humildad resultante es en realidad un estado deseable... porque ese estado mental nos hace estar abiertos a hacer más preguntas y a encontrar más respuestas." Sandra Greer, 2012

A lo largo de su carrera se ha dedicado a conseguir que más mujeres sigan una carrera científica. A nivel nacional, ayudó a fundar el Comité para el Avance de las Mujeres en las Ciencias Químicas (COACh) en 1998. En 2014, recibió el premio de la Sociedad Química Americana para fomentar las carreras de las mujeres en las ciencias químicas.

"Nos apenamos por el potencial no realizado de todas estas mujeres, y lloramos por toda la ciencia que no se hizo porque estas mujeres fueron excluidas: las preguntas que no se hicieron, los experimentos que no se hicieron, los trabajos que no se escribieron, los estudiantes que no recibieron tutoría." Sandra Greer, 2014

## Premios y honores
Greer es miembro de la Sociedad Estadounidense de Física (1987), la Sociedad Estadounidense de Química, la Asociación Estadounidense para el Avance de la Ciencia (1994), y la Asociación de Mujeres en la Ciencia. Es miembro de la Sociedad Estadounidense de Física (1986) y de la Academia Estadounidense de las Artes y las Ciencias.
Greer ha recibido numerosos premios.  En 2004, recibió la Medalla Garvan-Olin de la American Chemical Society, "por sus contribuciones a la química física de fenómenos críticos en fluidos y de polimerizaciones reversibles en polímeros sintéticos" y por su defensa y trabajo sobre ética.
Recibió el premio Award for Encouraging Women in Careers in the Chemical Sciences de la American Chemical Society en 2014.